# Hilton (Dorset)
Pour les articles homonymes, voir Hilton.
Hilton est une paroisse civile et un village du Dorset, en Angleterre.